# O Colono Alemão
O Colono Alemão foi o primeiro jornal destinado aos imigrantes alemães publicado no Rio Grande do Sul. Foi fundado por Hermann von Salisch, em 1836, no início da Revolução Farroupilha, após perceber que um jornal poderia contribuir para arregimentar colonos da Colônia São Leopoldo à causa Farroupilha.
Impresso na tipografia do amigo e correligionário Vicente Fontoura de Andrade, em Porto Alegre, iniciou em 3 de fevereiro de 1836 em formato reduzido, como era o feitio dos jornais da época.
Deveria circular duas vezes por semana, em dias indeterminados e como na tipografia não houvesse tipos góticos, utilizados na escrita alemã de então, o jornal era impresso em idioma português, com artigos inflamados em prol dos farroupilhas.
O jornal teve oito edições somente, sendo que apenas três ainda existem. Provavelmente não teve maior duração por ter sido publicado em português, que poucos colonos entendiam.